# Pingaring
Pingaring är en ort i Australien. Den ligger i kommunen Kulin och delstaten Western Australia, omkring 270 kilometer öster om delstatshuvudstaden Perth. Antalet invånare är 141.
Trakten runt Pingaring är nära nog obefolkad, med mindre än två invånare per kvadratkilometer.. Det finns inga andra samhällen i närheten.
Trakten runt Pingaring består till största delen av jordbruksmark. Genomsnittlig årsnederbörd är 474 millimeter. Den regnigaste månaden är juli, med i genomsnitt 63 mm nederbörd, och den torraste är februari, med 13 mm nederbörd.